# Asa Radio

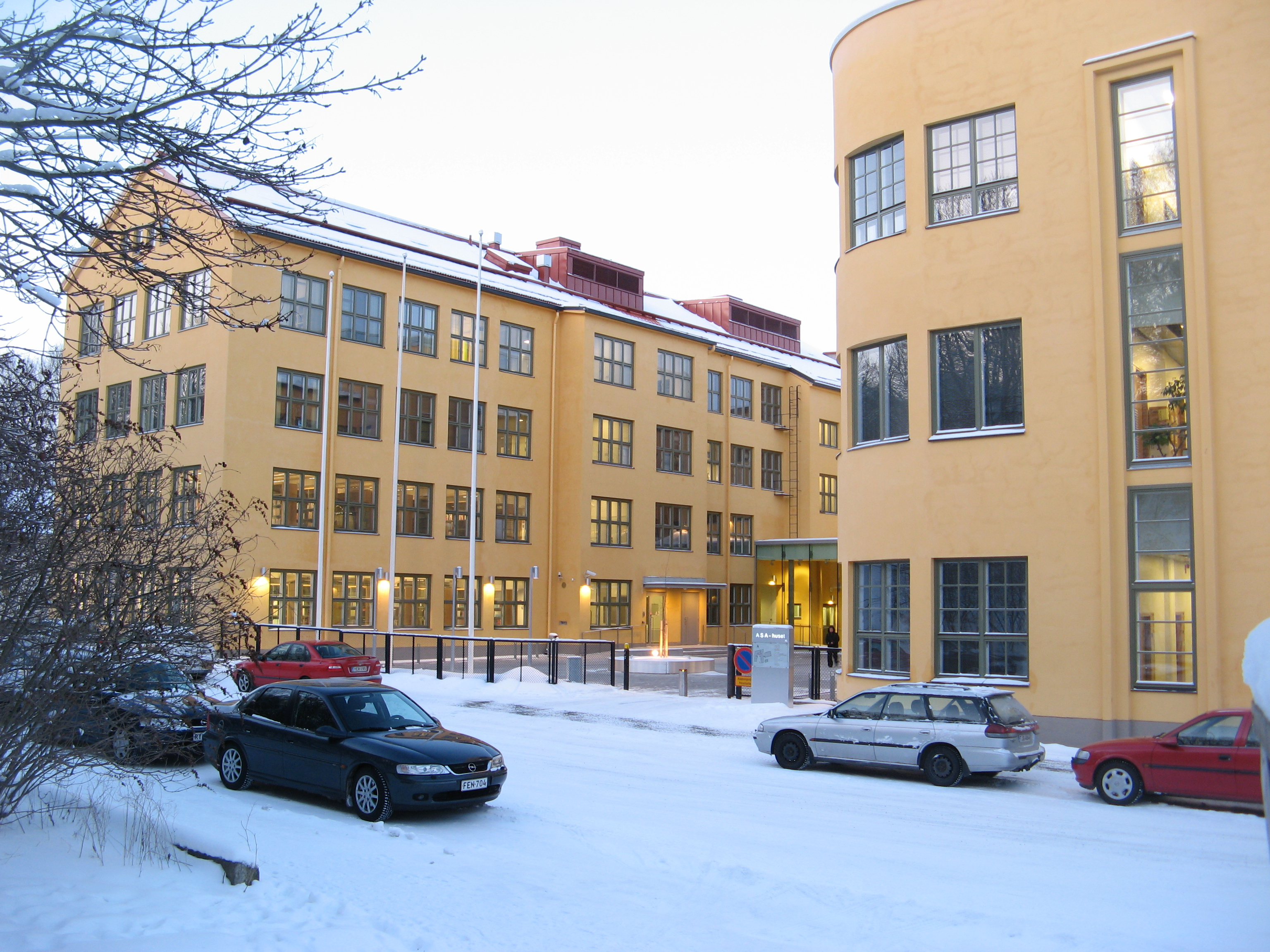
ASA-huset (2010.

Asa Radio Oy var en finländsk radio- och televisionsfabrik som var verksam i Åbo. 
Asa Radio grundades 1927 av sedermera industrirådet Arvo Sakrelius (1898–1979) och ombildades till aktiebolag 1930. Företaget startade som en radiofabrik, men övergick småningom till TV-apparater (från 1956) och stereoanläggningar (1965). Företaget, som under efterkrigstiden var framstående vad gällde både finländskt, men även europeiskt radiokunnande (första ULA-radion på marknaden 1953) arbetade 1940–1974 i en fabriksfastighet norr om centrum som senare övergick i Stiftelsens för Åbo Akademis ägo, numera känt som ASA-huset. Asa Radio blev 1979 ett dotterbolag till Oy Lohja Ab som nämnda år inköpte hela aktiestocken, varefter verksamheten upphörde. Antalet anställda var 1979 omkring 500.